# Shing
Shing（シン）は日本のロックバンド。

## 概要
神、心、信、身、進、新（全てシンと読む）の六つの漢字をコンセプトとし、音楽活動を行う。ファーストアルバム"SHING"は、このコンセプトを基に製作された。
2000年結成、2006年活動休止。

## ディスコグラフィー

### シングル
1. THE REAL （2002年）
2. NIGHT （2003年）
3. Revolution （2004年）

### アルバム
1. SHING （2005年）

## メンバー
- 藤本大介

ボーカル・シャウト
兵庫県宝塚市出身
- 岡崎悠助

ギター
大阪府吹田市出身
- 中村唯世

ベース
大阪府大阪市出身
- 河相守

ギター
大阪府大阪市出身
- 楠瀬拓哉

ドラムス
大阪府大阪市出身